# Bidau Lecidere
Bidau Lecidere (ehemals Monumento) ist ein osttimoresischer Suco im Verwaltungsamt Nain Feto (Gemeinde Dili) und ein Ortsteil der Landeshauptstadt Dili.

## Geographie

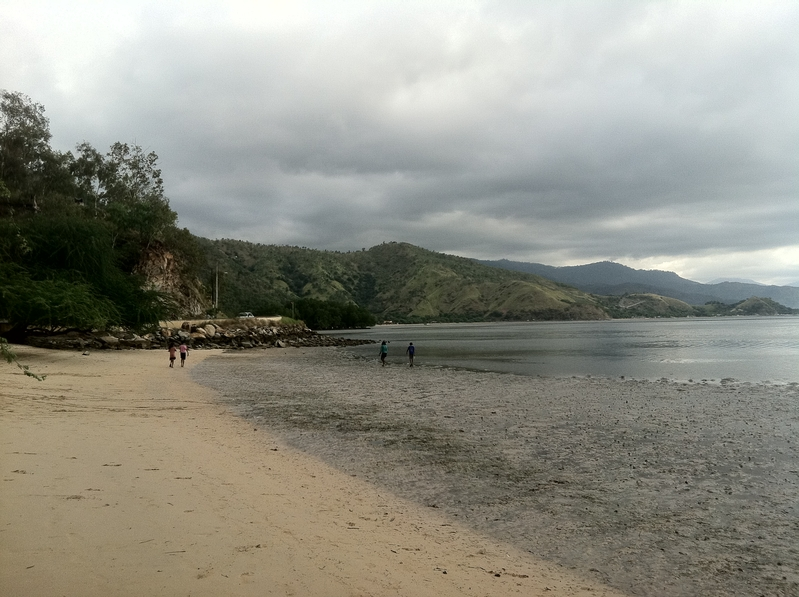
Ufer von Lecidere

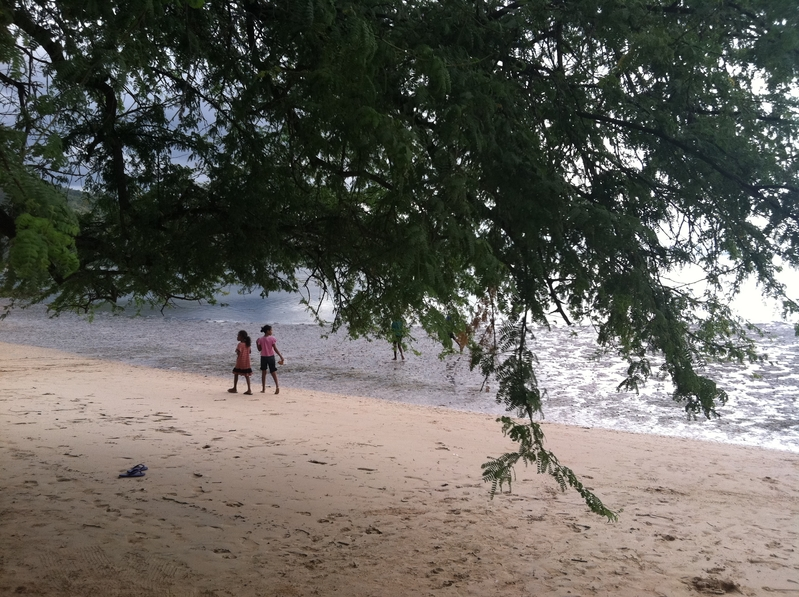
Ufer von Lecidere

Bidau Lecidere liegt am Nordrand des Verwaltungsamts Nain Feto, am Südufer der Bucht von Dili und hat eine Fläche von 0,33 km². Bei der Gebietsreform 2015 wurden die Grenzen des Sucos nicht verschoben. Im Osten liegt der Ortsteil Bairo Lecidere. Südlich der Rua 30 de Agosto (ehemals Av. Dr. António da Câmara bzw. Rua José Maria Marques) liegen die Sucos Gricenfor und Acadiru Hun. Östlich des Flusses Mota Bidau und der Avenida Dom Martinho Lopes (ehemals Estrada de Bidau bzw. Estrada de Lecidere) befindet sich das Verwaltungsamt Cristo Rei mit seinem Suco Bidau Santana und westlich der Avenida Xavier do Amaral (ehemals Avenida Bispo Medeiros) das Verwaltungsamt Vera Cruz mit seinem Suco Colmera. Entlang der Küste verläuft die Avenida Marginal.
Der Suco teilt sich in die zwei Aldeias Capela und Lecidere.

## Einwohner
Im Suco leben 1.212 Einwohner (2022), davon sind 634 Männer und 578 Frauen. 682 von ihnen wohnen in einer urbanen Umgebung, 530 im ländlichen Teil des Sucos. Im Suco gibt es 197 Haushalte. Fast 96 % der Einwohner geben Tetum Prasa als ihre Muttersprache an. Minderheiten sprechen Makasae, Rahesuk, Waimaha, Baikeno, Dadu'a oder Kemak.

## Geschichte

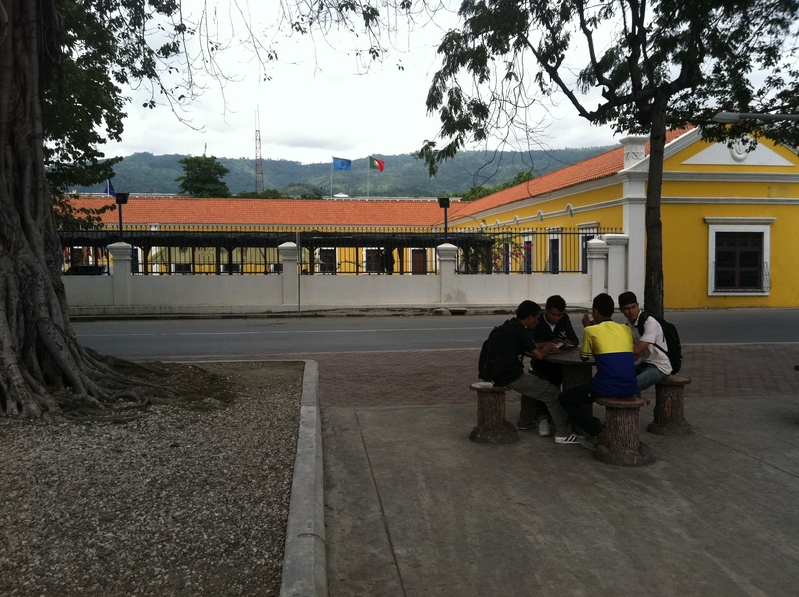
Casa Europa

Im Stadtteil Bidau, der sich heute aufteilt in Bidau Lecidere und Bidau Santana, siedelten sich ursprünglich die Ethnie der Bidau an. Diese Mischbevölkerung aus Portugiesen und Einheimischen aus Larantuka (Flores), Solor und Timor kontrollierten jahrhundertelang weite Teile Westtimors. Bis in die 1960er hinein sprachen sie Português de Bidau, ein kreolisches Portugiesisch. Mit der Zeit wechselten sie immer mehr zum Standard-Portugiesisch.
Am Strand von Lecidere (Lécidere) fand man 1975 in den ersten Tagen der indonesischen Invasion die Leiche von Francisco Borja da Costa, dem Komponisten der Nationalhymne Osttimors.

## Politik
Bei den Wahlen von 2004/2005 wurde Jaime da Silva Soares zum Chefe de Suco gewählt. Bei den Wahlen 2009 gewann Felix C. S. da Conçeicão und 2016 Luis R. Soares Pereira.

## Sehenswürdigkeiten, Gebäude und Einrichtungen

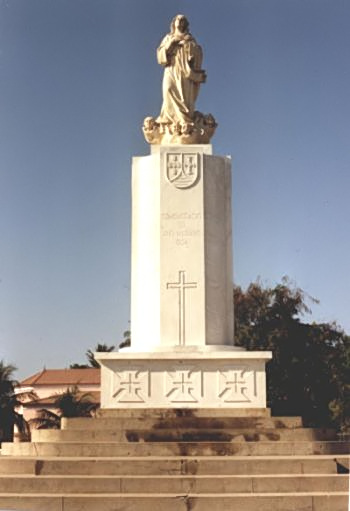
Denkmal Mutter Gottes

Die Westspitze des Sucos nimmt das Casa Europa ein, die ehemalige Tranqueira (Lagerhaus) der alten portugiesischen Festung Dili, das früher die Vertretung der Europäischen Union und die Büros der Delegation der Europäischen Union beherbergte. Heute sind hier noch die Agencia Española de Cooperación Internacional para el Desarrollo (AECID) und das Bureau de la Coopération Française de l’Ambassade de France untergebracht. Weiter östlich liegt an der Avenida Marginal das Gebäude der Associação Comercial Chinesa, in dem sich heute das Staatssekretariat für Jugend und Sport (portugiesisch Secretaria Estado da Juventude e do Desporto) befindet. Am Ufer liegt im Westen das Hauptquartier der Marinepolizei (portugiesisch Polícia Marítima). Richtung Osten folgt der Jardim Lecidere, eine Parkanlage. Im letzten Abschnitt liegen ein Fußballplatz, die Touristeninformation und der Bazar Ai-fuan, dem Obstmarkt. Auf der Südseite folgen das Hotel Dili und der World Bank Complex.
Nach der Rua de Bé-Mori (ehemals Av. Belarmino Lobo) liegt auf der südlichen Straßenseite der Praça da Imaculada Conceição mit einer Fontäne und das Denkmal Mutter Gottes. Nach der Travessa de Lecidere befindet sich im Süden die Residenz des Erzbischofs von Dili und das Hotel Novo Turismo und in einer Seitenstraße der Sitz der Canossianer-Schwestern von Lecidere.
In der Rua de Bé-Mori liegen das Krankenhaus Clínica Esperança und der Xanana Reading Room. Auf der Nordseite der Rua 30 de Agosto steht das ehemalige Wohnhaus des Direktors der Banco Nacional Ultramarino in Dili.

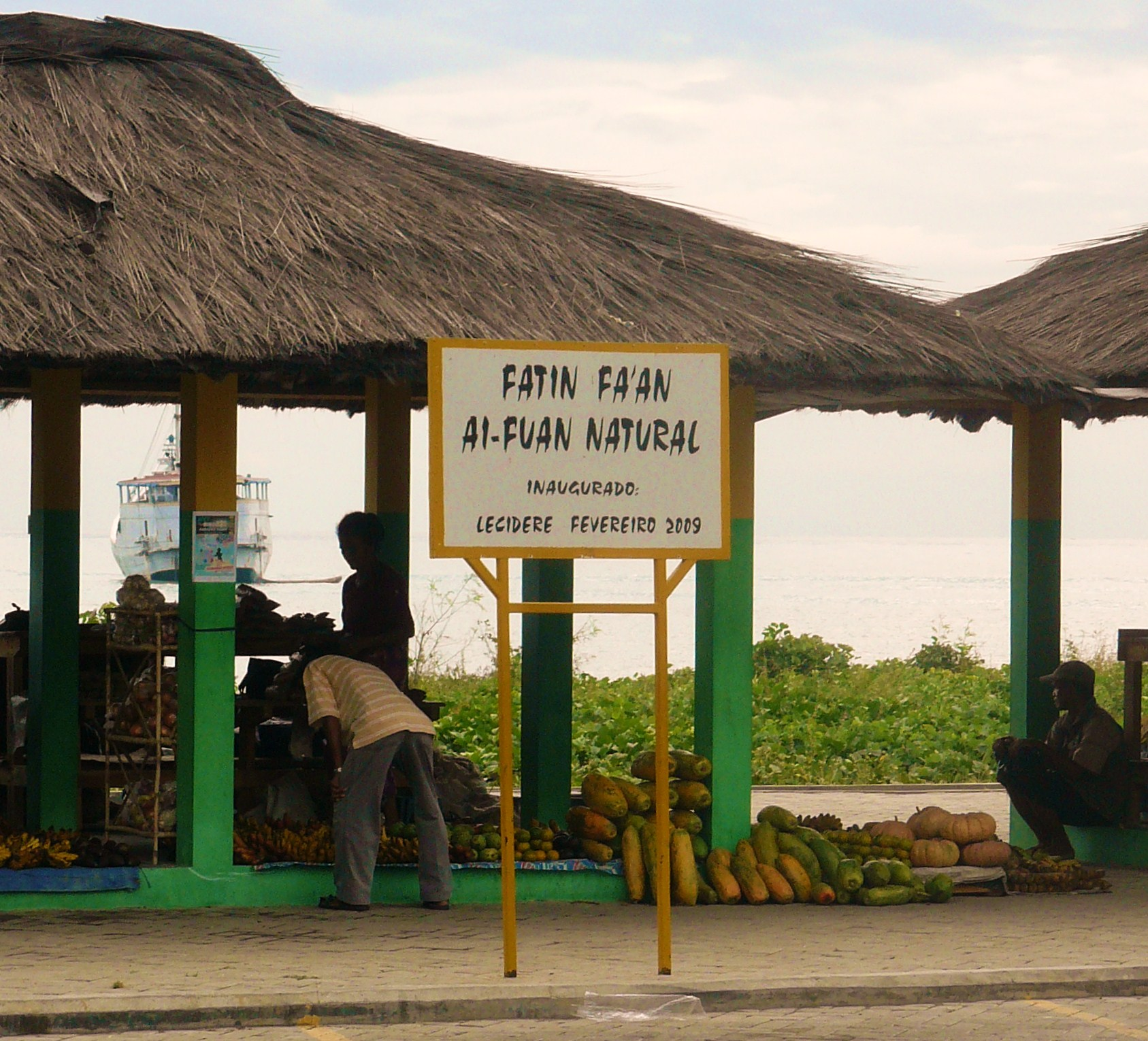
Bazar Ai-fuan
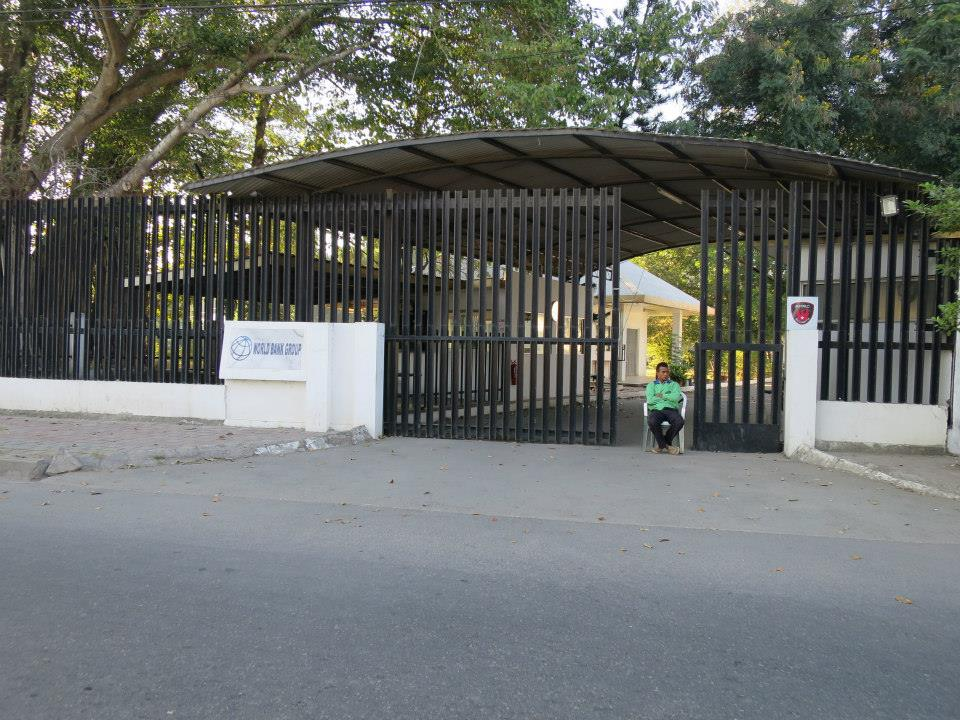
World Bank Complex
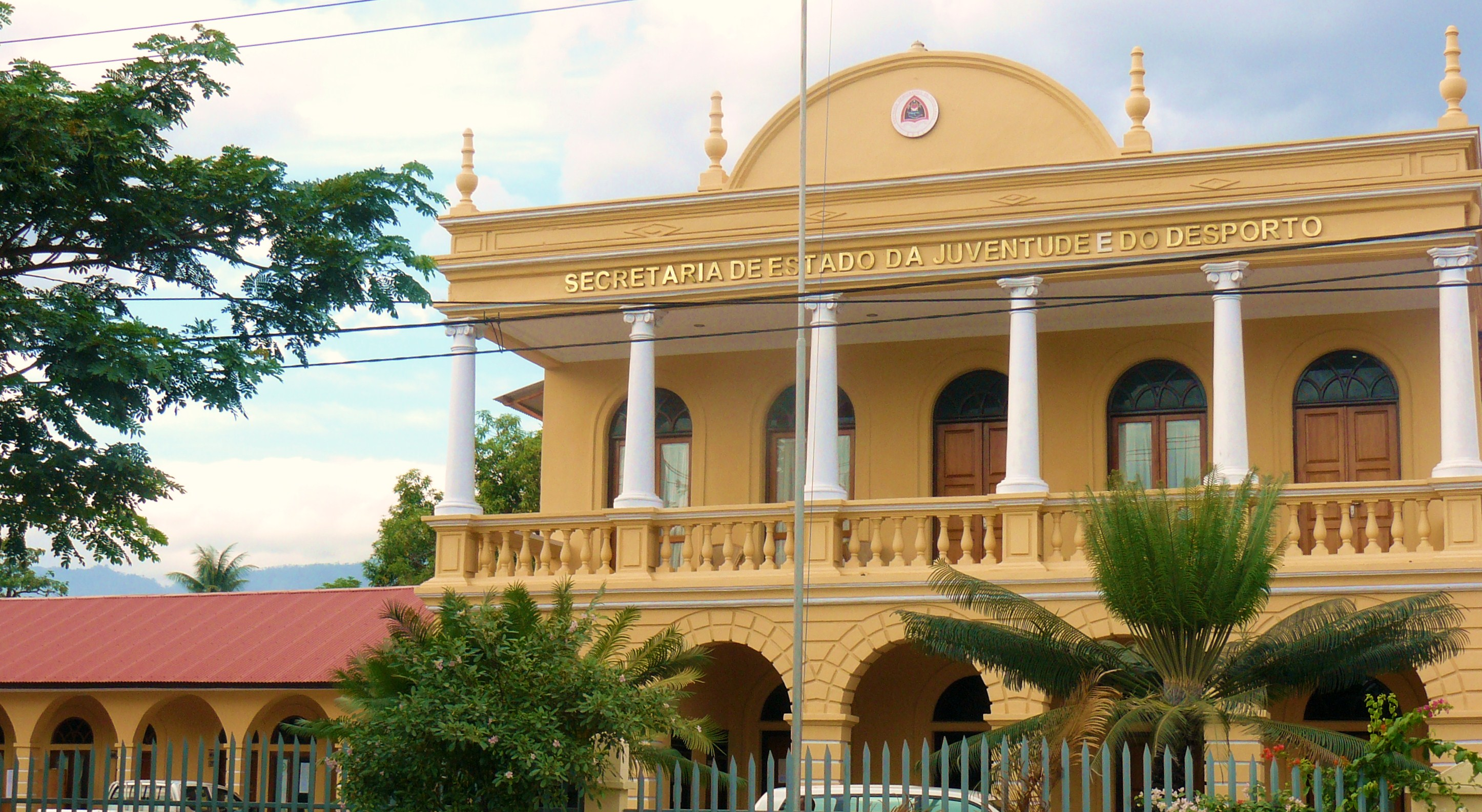
Das Staatssekretariat für Jugend und Sport im ehemaligen Gebäude der Associação Comercial Chinesa
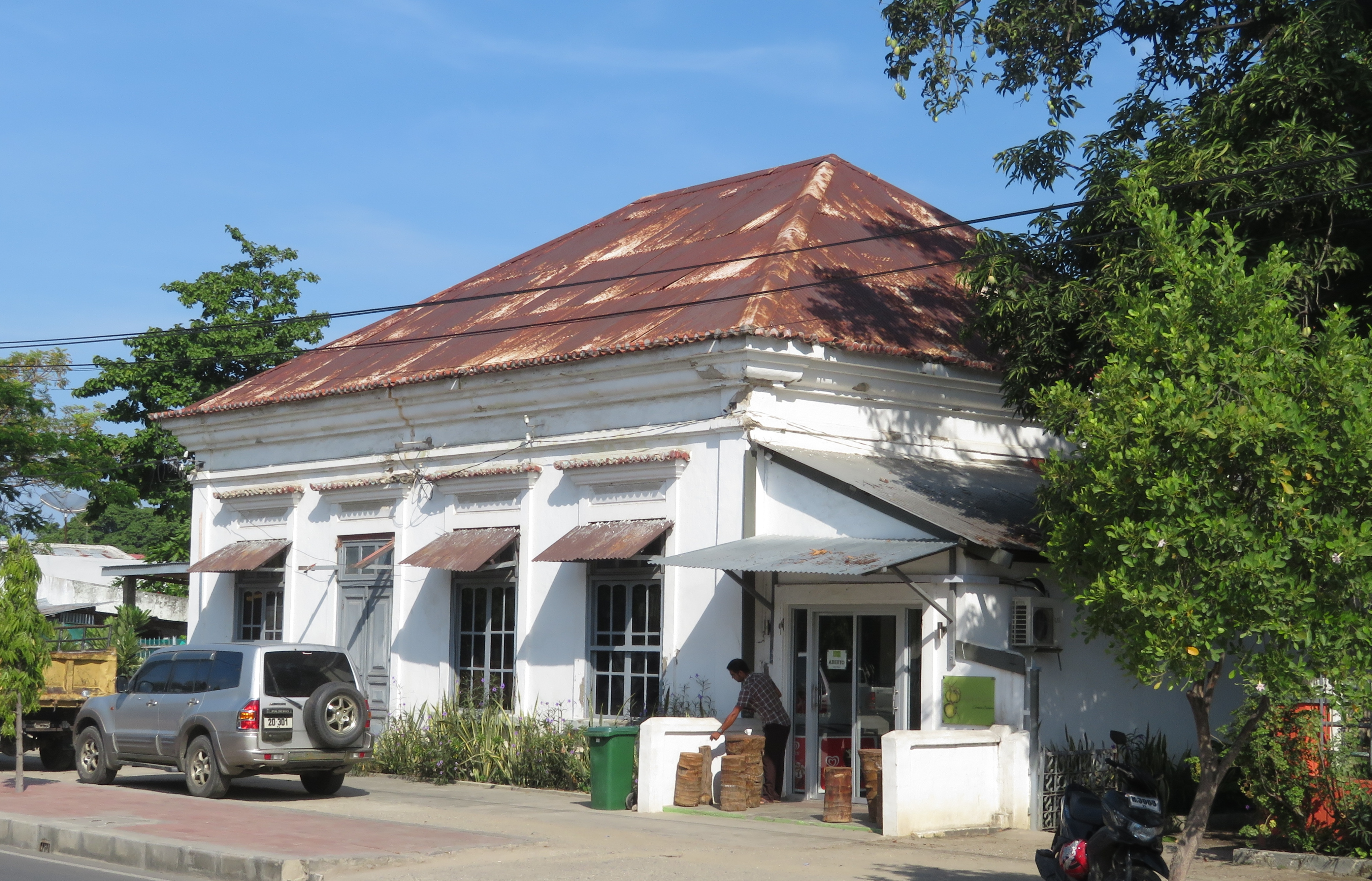
Ehemalige Wohnhaus des Direktors der Banco Nacional Ultramarino in Dili
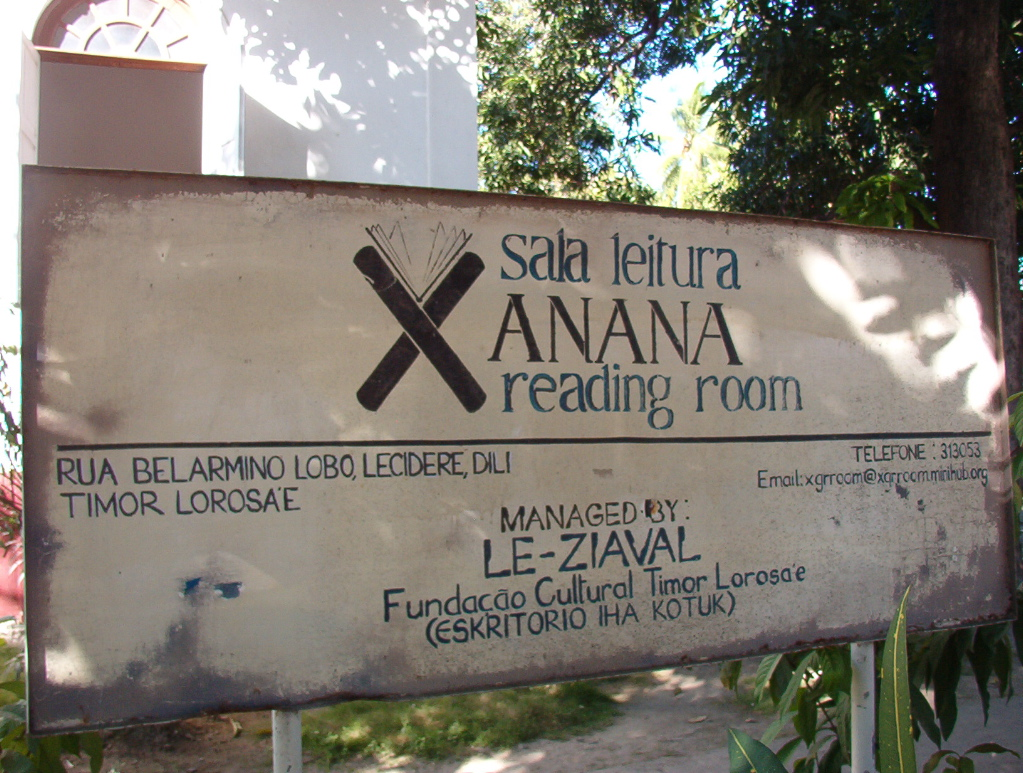
Bibliothek „Xanana Gusmão“
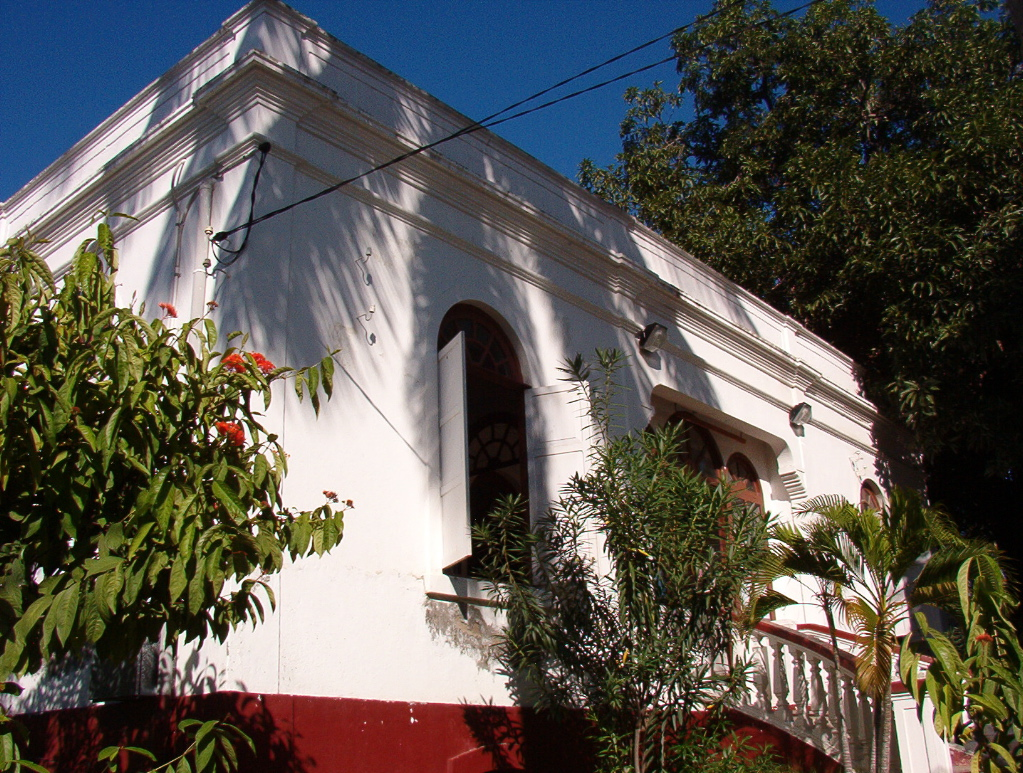
Bibliothek „Xanana Gusmão“
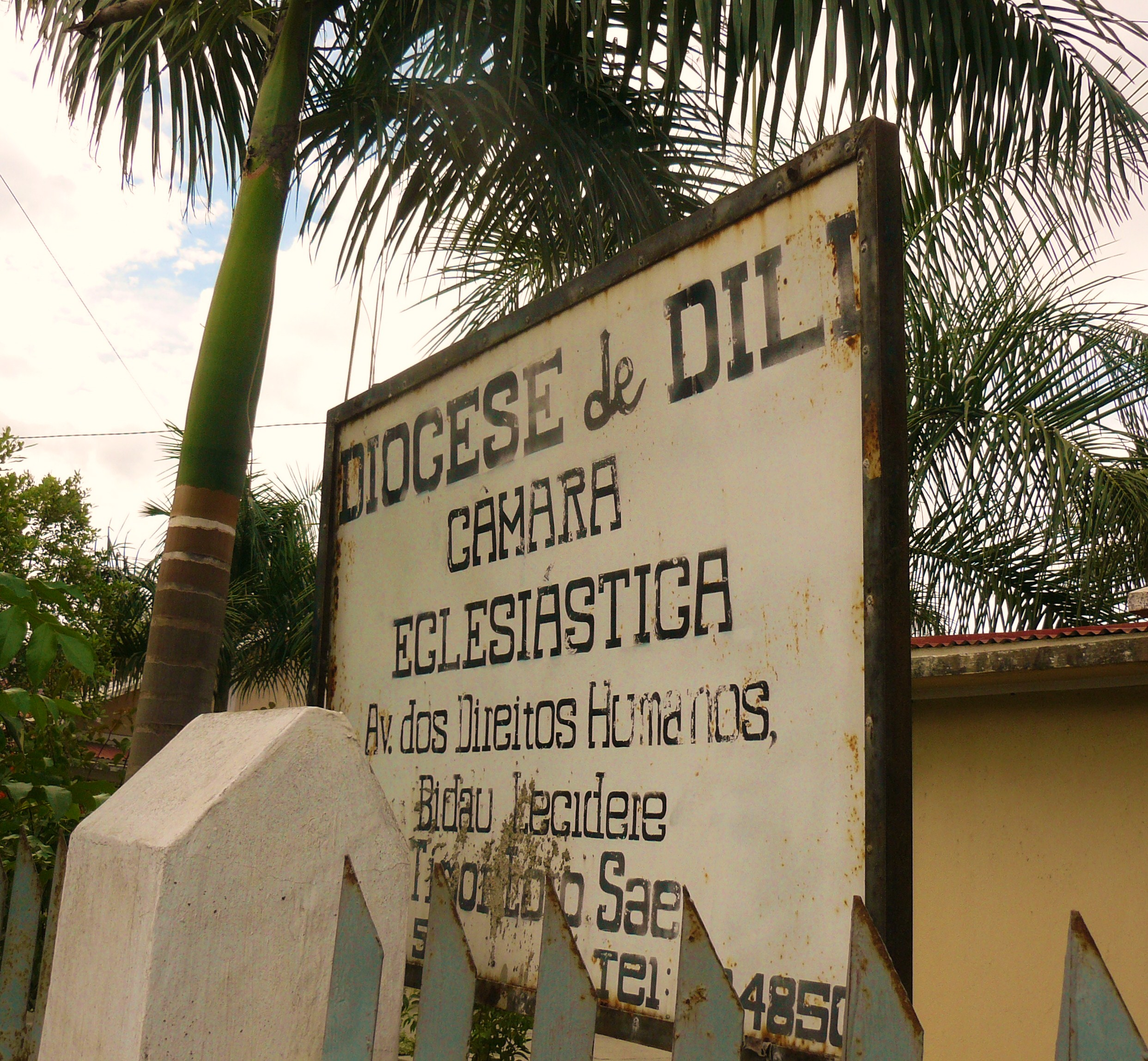
Sitz des Bistums Dili
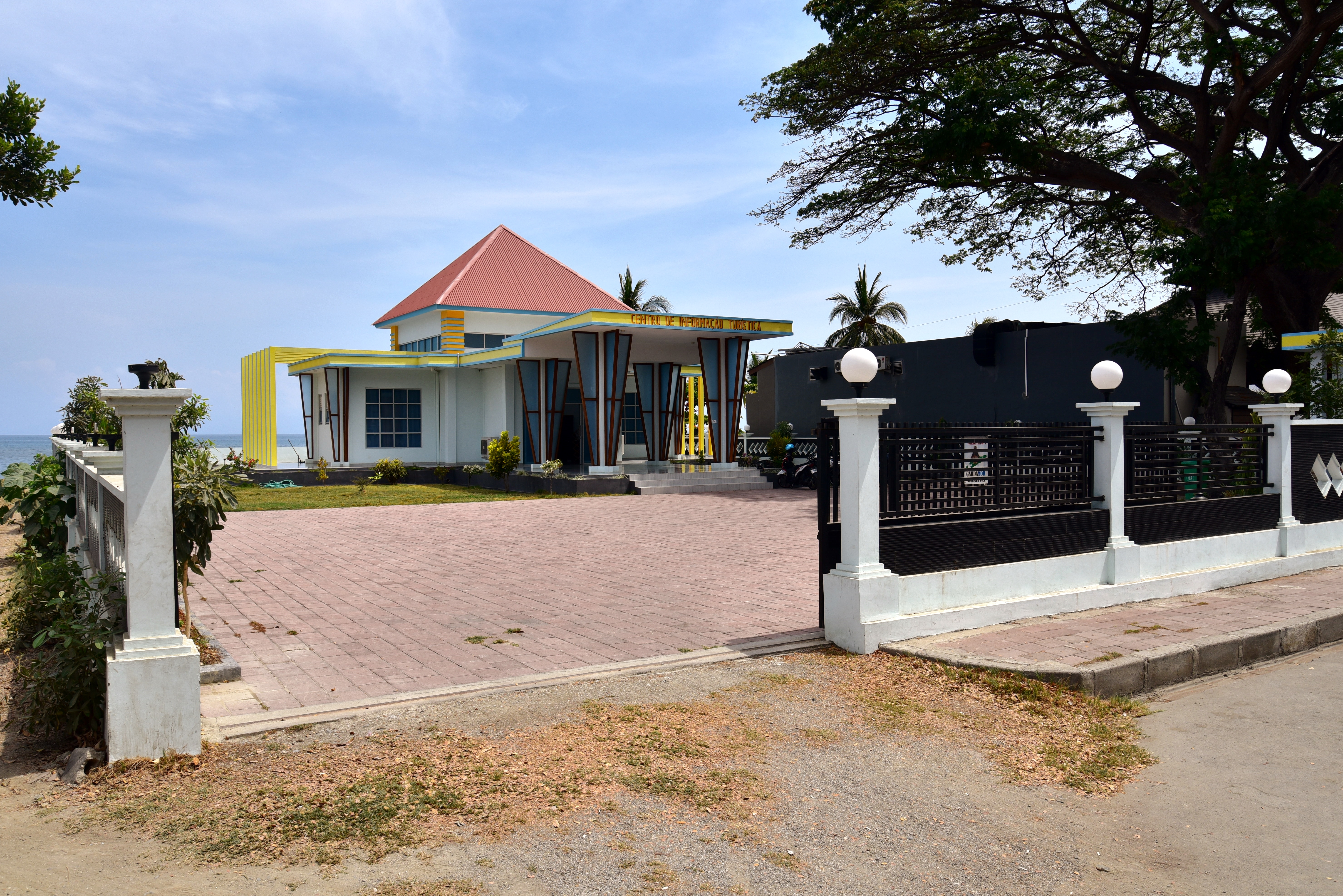
Touristeninformation
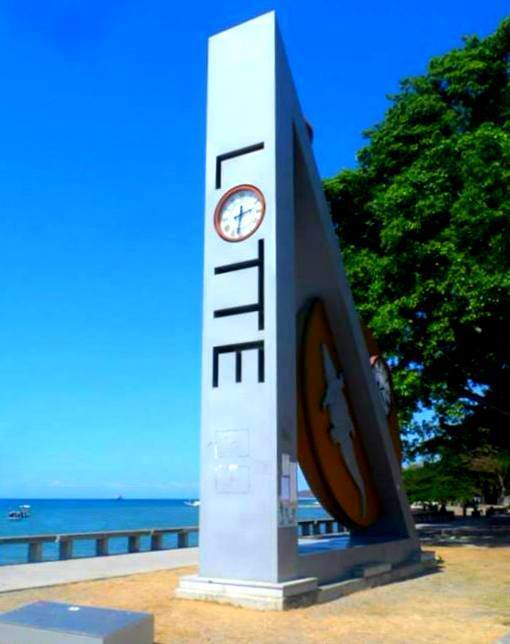
Normaluhr am Ufer der Bucht von Dili, gegenüber dem Regierungspalast